# 杰拉尔德·德雷尔
杰拉尔德·德雷尔（英語：Gerald Dreyer，1929年9月22日—1985年9月5日），生于比勒陀利亚，南非男子拳击运动员。他曾代表南非参加1948年夏季奥林匹克运动会拳击比赛，获得男子62公斤级金牌。